# Rojah Phad Full
Rojah Phad Full ist ein deutscher Dancehall-Sänger aus Bayreuth.

## Biografie
Schon im Alter von 13 Jahren begann er deutschsprachige Texte zu schreiben. Er machte anfangs Erfahrungen mit Rap und erstellte in Eigenproduktion einige nicht veröffentlichte Alben. Er entdeckte, aufgrund des Einflusses seines Freundeskreises, seine Liebe zum Reggae und Dancehall. Ab 2005 beschäftigte er sich nur noch mit den beiden jamaikanischen Musik-Genres. 2006 veröffentlichte er seine erste EP, die Toast EP. Diese ist noch stark vom Hip-Hop geprägt, des Weiteren zeigt er bereits das Talent und das Gespür für das Toasten von Texten.
Im gleichen Jahr schloss er sich dem Bayreuther Soundsystem Soundselectors an, um als MC Erfahrung zu sammeln.
2007 folgten zwei weitere Projekte: Michi Bomboclaat EP und Kleine Sorgen LP.
2008 verließ er Soundselectors und wechselte zum deutschlandweit bekannten Soundsystem: Hurricane Sound.
2009 wurde das Hürther Dancehall-Plattenlabel Rootdown Records auf ihn aufmerksam und Rojah wurde als Support für die Heiss & Laut Tour von Nosliw engagiert.
2010 veröffentlichte er zusammen mit seinem Labelkollegen Slonesta das Album Wer Zum ? bei Rootdown Records.
2012 erschien sein erstes eigenes Solo-Album Alles Geht Phad.
Rojah Phad Full ist eine Anspielung auf Wodka Red Bull, laut seiner Aussage beruht dieser Name auf seiner Kreativität, mit Wörtern zu spielen und nicht wegen einer Vorliebe für Alkohol.
Rojah Phad Full gilt als der Top Nachwuchs Artist im deutschsprachigen Reggae- und Dancehall Bereich.
Er wurde des Öfteren von den Lesern der bekannten Szenezeitschrift RIDDIM als Top 5 Newcomer sowie als Top 5 Nationaler Artist gewählt!

## Diskografie
- 2006: Toast (EP)
- 2007: Michi Bomboclaat (EP)
- 2007: Kleine Sorgen (LP)
- 2010: Wer Zum? (zusammen mit Slonesta)
- 2012: Alles Geht Phad